# Kolbeinsey
Kolbeinsey (eiland van Kolbeinn, in vroege documenten ook weleens Meeuwsteen genoemd) is een klein vulkaaneiland 105 kilometer ten noorden van IJsland en 74 kilometer noordwestelijk van het eiland Grímsey. Het eiland is het meest noordelijk gelegen punt van IJsland. Het uit basaltisch stollingsgesteente bestaande eiland is acht meter hoog en is door de vele gasbellen in het basalt sterk onderhevig aan erosie door de wind, golven, vorst en voorbijdrijvende ijsbergen. Nadat Kolbeinsey verdwijnt, wordt Grímsey het meest noordelijke stukje van IJsland. 

## Geschiedenis
Het eiland wordt voor het eerst genoemd in het oude IJslandse Landnámabók (Boek der landname). Daar wordt over het eiland gesproken als een soort springplank voor de zeevaarders naar Groenland. Volgens de Svarfdæla saga is het eiland genoemd naar Kolbeinn Sigmundarson, die in Kolbeinsdalur in Skagafjörður woonde. Hij zou voor het eerst in een boot naar het eiland zijn gevaren, maar is later vlak bij Grímsey verdronken.

## Erosie
De originele omvang van Kolbeinsey is onbekend. Toen het eiland in 1616 voor het eerst werd opgemeten, was het ongeveer 690 bij 100 meter. In 1903 was daar nog maar de helft van over en in 1982 was het eiland nog maar 39 meter lang. In 1989 werd een helikopterlandingsplatform gebouwd op het eiland, in een poging om het te verstevigen met beton. Een dergelijke kostbare ingreep was voor IJsland van belang, want op grond van het VN-Zeerechtverdrag betekende het behoud van het eiland ook het behoud van de enorme IJslandse visserijzone eromheen. 
Begin 2001 was de oppervlakte 90 m², ongeveer ter grootte van een cirkel met een straal van 5,5 meter, en in maart 2006 brak de helft van het met beton versterkte deel af waardoor de landingsplaats niet meer geschikt is. In juni 2013 bleek dat het eiland toen bestond uit twee delen. Het westelijke deel had een omvang van 29 bij 12,4 meter; het oostelijke was 21 bij 14,6 meter. Verder lagen de delen 4 meter uit elkaar en was het hoogste punt 3,8 meter boven zeeniveau.
In 1994 werd voorspeld dat het eiland waarschijnlijk rond 2020 helemaal onder de golven zou verdwijnen, als de erosie zich met dezelfde snelheid zou voortzetten. Echter uploadde youtuber Tom Scott in augustus 2020 een video waarin hij met een vliegtuig over het eiland vloog, om deze voorspelling te onderzoeken. Hij ontdekte dat het eiland sterk was geërodeerd, maar dat twee kleine gedeeltes nog steeds zichtbaar waren bij laagwater.